# Station Dhu Varren
Station Dhu Varren  is een spoorwegstation in Portrush in het  Noord-Ierse graafschap Antrim. Het station ligt aan de zijtak vanaf Coleraine naar Portrush. Het station werd gebouwd vanwege de vestiging van een campus van Ulster University in Coleraine. 